# Thoburnia hamiltoni
Thoburnia hamiltoni är en fiskart som beskrevs av Edward C. Raney och Lachner, 1946. Thoburnia hamiltoni ingår i släktet Thoburnia och familjen Catostomidae. IUCN kategoriserar arten globalt som nära hotad. Inga underarter finns listade i Catalogue of Life.